# كارول ميريل
كارول ميريل (بالإنجليزية: Carol Merrill)‏ هي عارضة ترويجية أمريكية، ولدت في 19 يناير 1941 في فردريك في الولايات المتحدة.

## وصلات خارجية
- كارول ميريل على موقع IMDb (الإنجليزية)
- كارول ميريل على موقع قاعدة بيانات الفيلم (الإنجليزية)